# Chahe, Anhui
Chahe (kinesiska: 汊河) är en köping i östra Kina. Den ligger i Lai'an härad i staden Chuzhou i provinsen Anhui, omkring 130 kilometer öster om provinshuvudstaden Hefei. Antalet invånare är 35 774. Befolkningen består av 17 481 kvinnor och 18 293 män. Barn under 15 år utgör 12,0 %, vuxna 15-64 år 76 %, och äldre över 65 år 10,0 %.